# Collège du Bois
Le collège du Bois, également appelé collège Harrington, de Gouvix ou de La Mare, est un collège de l'université de Caen fondé dans les années 1490.

## Situation
Le collège occupe un ensemble situé rues Saint-Sauveur et au Canu (actuelle rue Demolombe), de part et d'autre du Petit-Odon. Il est situé à proximité du palais des facultés de Caen, détruit en 1944.

## Histoire
La fondation du collège au milieu du XVe siècle a longtemps été attribuée à Nicolas du Bois. Membre de la faculté des Arts, recteur de l'Université, Nicolas du Bois est élevé à la charge de grand doyen de la métropole de Rouen. Il rend de grands services à l'Université, tant auprès de l'Échiquier de Normandie qu'à la cour de Charles VII et de Louis XI. Il aurait donné son nom au collège du Bois. Cet acte fondateur est toutefois remis en cause dès 1884 par Amédée de Bourmont. 
L'origine du collège remonte en réalité à la création de deux bourses par Pierre Cauchon, évêque de Lisieux, maintenues après sa mort en 1442 par les soins et libéralités de ses exécuteurs testamentaires, tel Jean de Gouvis, seigneur de la Mare et archidiacre de Bayeux, Nicolas Caval, chanoine de Rouen, et Nicolas Bertin, chanoine de Lisieux. Jean de Gouvis et Nicolas Bertin achètent la maison nécessaire dans la paroisse Saint-Sauveur, non loin des grandes écoles (situées rue de la Chaîne, actuelle rue Pasteur). Les lettres patentes du roi Louis XI sont signées en 1467 et enregistrées en 1470,. En raison de l'annulation du testament de Pierre Cauchon, Jean de Gouvis est obligé d'entretenir les boursiers à ses frais.
Le premier véritable acte de fondation du collège, passé par Jean de Gouvis le 7 juin 1491, est refusé par l'Université. L'acte définitif est passé en 1493 par ses exécuteurs testamentaires : son neveu et homonyme Jean de Gouvis, et Jacques de Groucy (« Groussy »), chanoine de Rouen. Les statuts du collège sont contresignés le 8 mars 1495 par ces mêmes exécuteurs testamentaires.
Dans les statuts fondateurs de 1493, le collège est nommé « collegium de Bosco ». Le collège se voit nommer d'après l'illustre professeur Nicolas du Bois probablement pour éviter d'associer cette institution à Pierre Cauchon, juge de Jeanne d'Arc. Il est également nommé dans d'autres textes collège Harrington, du nom du propriétaire de la maison de la rue Saint-Sauveur, ainsi que collège de Gouvis ou de la Mare, du fait du patronage de Jean de Gouvis, seigneur de la Mare.
L'établissement est composé de quatre boursiers en 1491, puis sept boursiers en 1493. Deux écoliers doivent venir du diocèse de Lisieux, réminiscence non dite à Pierre Cauchon. L'un des boursiers est nommé principal par les seigneurs de la Mare ou, par défaut, par les cinq doyens de l'université. Les six écoliers placés sous sa responsabilité doivent commencer leurs études ès arts ou au moins être compétents en grammaire. Leurs connaissances sont vérifiées par un examen préalable confié au soin du principal.
Le collège connait une période de prospérité et compte jusqu'à quatorze professeurs au début du XVIe siècle. Charles de Bourgueville y étudie la grammaire. Il subit par la suite les conséquences des guerres de religion et souffre ensuite de la reprise du collège du Mont par les Jésuites. Lors de la publication de l'arrêt-règlement de 1699, le corps enseignant n'est constitué que de six professeurs.
Ayant subsisté comme pédagogie, la plus anciennement connue en l’Université, le collège du Bois s’est maintenu comme tel jusqu’au XIXe siècle[réf. nécessaire].

## Architecture

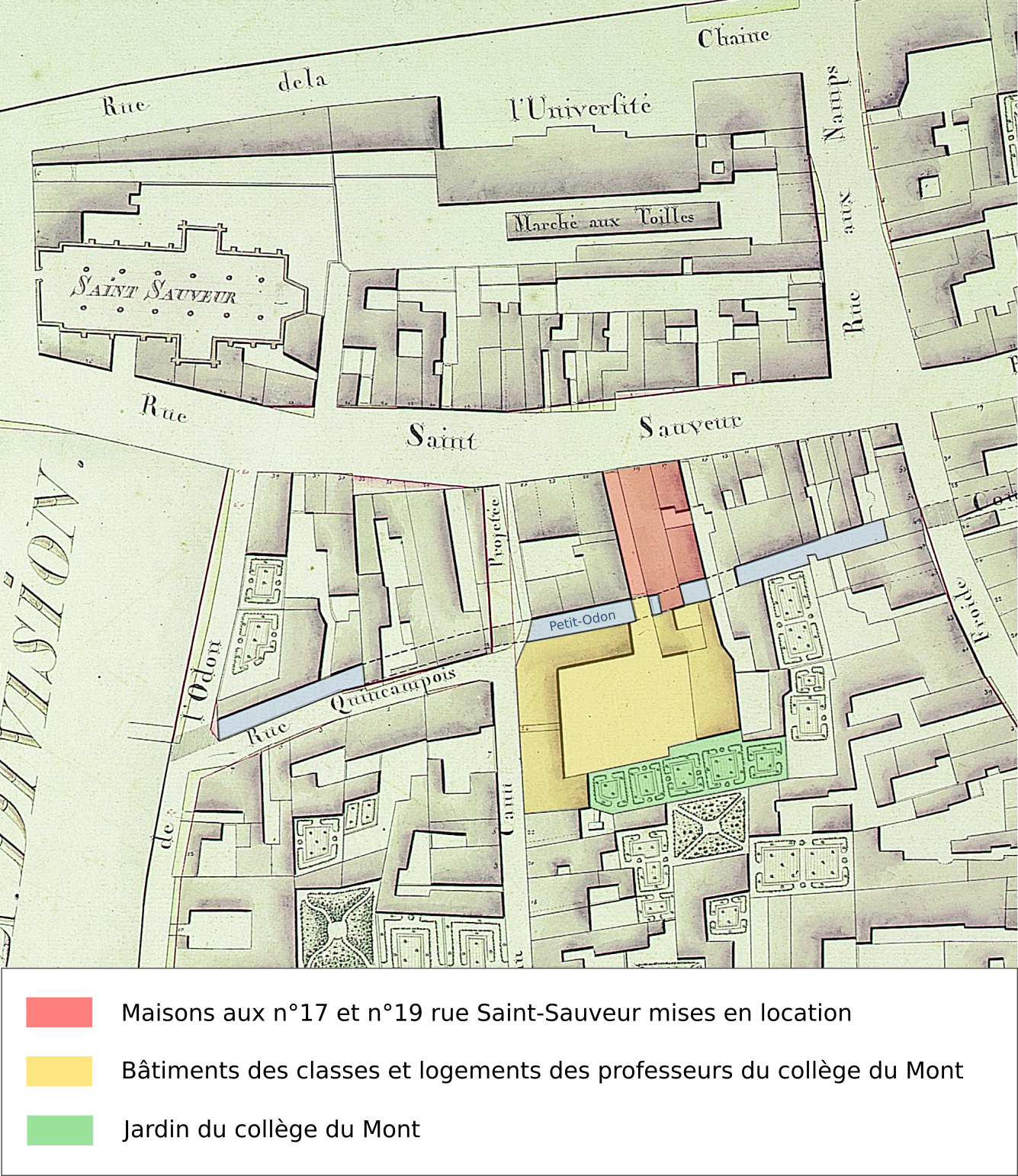
Plan du collège du Bois reporté sur une carte du début du XIXe siècle.

Au XVIIIe siècle, le collège occupe un ensemble situé rues Saint-Sauveur et au Canu (actuelle rue Demolombe).
Deux maisons aux actuels nos 17 et 19 de la rue Saint-Sauveur sont louées à des personnes extérieures à l'Université, afin de rapporter des revenus. Les façades de ces maisons sont reconstruites par Pierre de la Rue, principale entre 1745 et 1757,. Un second étage est alors ajouté. Au no 19, une large porte forme l'entrée principale du collège. Ces deux maisons existent toujours.
Le collège lui-même est constitué de trois bâtiments organisés autour d'une cour accessible depuis le portail du no 19 rue Saint-Sauveur par une allée franchissant le Petit-Odon. Au fond de la cour, se trouve un petit jardin. La maison principale se trouve à l'est de la cour, tandis que les deux corps de logis à l'ouest donnent également sur la rue au Canu,. Le rez-de-chaussée est occupé par les salles de classe et l'étage par les logements des professeurs. 
L'ensemble est vendu le 12 nivôse an VIII (2 janvier 1800). Il est un temps occupé par un hôtel de voyageurs, l'hôtel de la Paix. À la fin du XIXe siècle, les deux maisons en bordure de la rue sont démolis et un pensionnat pour jeunes filles est construit par les sœurs de la Miséricorde de Sées. Après la dispersion des congrégations enseignante par la loi du 7 juillet 1904, ce pensionnat est occupé par l'imprimerie H. Delesques. L'ensemble des bâtiments de cette imprimerie, tenue par l'entreprise Caron Ozanne, sont démolis en 1976 et l'actuelle résidence Gutenberg est construite à leur emplacement.

## Les principaux
- Première moitié du XVIe siècle : Renaud Maxienne[note 4]
- 1597-1628 : Le Maistre de Savigny[C 4]
- 1631-1645 : Antoine Gosselin[C 5],[7]
- 1645-1669 : Antoine Halley, professeur de belles-lettres et principal du collège[C 6]
- 1676-1716 : Jacques Malouin[A 3]
- 1716-1745 : Maheult de Sainte-Croix[A 4]
- 1745-1757 : Pierre de la Rue[A 2]
- 1757-1791 : Milésius Mac-Parlan[A 5]